# ムハンマド・イブン・アリー・イブン・タバータバー
ムハンマド・イブン・アリー・イブン・タバータバー、通称イブン・アッティクタカー（1262年頃生、没年不詳）は、中世イスラーム世界の政治学者であり、シーア派に属する。アリー・イブン・アビー・ターリブの20世孫であり、イラクのアルヒッラで生誕したとされる。彼は1302年に、当時恩顧を受けていたイル・ハン国の第7代ハン、ガーザーンの部下であったモスルの太守ファフル・アッディーンに献上する形で、政治論・君主論に関する著作『アルファフリー』を表した。
『アル・ファフリー』の中で、著者であるイブン・アッティクタカーは当時の時代状況下で、著者にできうる限りの公平公正な史論を展開しようとしたと述べており、実際シーア派の人物でありながら、正統カリフやウマイヤ朝に対し、簒奪者としての罵倒を浴びせず、四代カリフはその宗教性を賞賛し、ウマイヤ朝初代のカリフムアウィーヤに対しても、そのカリフ位は全体の同意を受けた正当なものであり、また彼は王朝の統治制度を整えたと、その功績をたたえている。しかし同時に、シーア派として、アリーのみを別格で『信者の長』とも呼んでいる。
また同書では同時に修辞や雄弁の術を使いすぎることを戒めており、批判の対照としてイブン・スィーナーの医学典範を挙げている。